# 梁碧芝 (導演)
梁碧芝（英語：Gilitte Pik-Chi Leung），香港導演、編劇及製片人。

## 職業生涯
梁碧芝早年主修時裝設計，後來投身音樂創作，曾為陳奕迅、謝霆鋒等歌手作曲，其作品包括《人工智能》和《不稀罕》等。其後轉向電影創作，擔任編劇、導演及製片人。
2009年，她自編自導短片《I Want to Make a Movie》，入選王家衛與 Louis Vuitton 合辦 Journeys Awards 的短片比賽，並獲得「王家衛特別關注獎項」。
2011年，她創作短片《沒名沒姓》，為李嘉誠基金「你還可愛麼」項目其中一條短片，講述香港獨居的老年人面對死亡與喪禮的問題。
2012年，她執導首部劇情長片《不能愛》（英語：Love Me Not），該片是一部探討同性戀男女之間複雜關係的LGBT題材及愛情劇，作品曾參與多個國際影展。
2022年，她推出了第二部長片《電子靈》（英語：Social Distance），這是一部超自然驚慄片 ，背景設置於疫情時期，探討人類對手機的過度依賴及其對人際關係的影響。該片於韓國富川奇幻國際電影節（BIFAN）首映，並入選該電影節的競賽單元。
梁碧芝過往亦曾有電影項目入選參與金馬創投會議及香港亞洲電影投資會。

## 電影作品
| 年份 | 電影                                                     | 職務                               | 主要演員                                                         |
| ---- | -------------------------------------------------------- | ---------------------------------- | ---------------------------------------------------------------- |
| 2012 | 不能愛 (英語：Love Me Not)                               | 導演、編劇、製片、攝影、剪接、作曲 | 葉麗嘉、野佬胡庭恩 (小胡)                                        |
| 2022 | 電子靈 (中國大陸片名：奪命直播，英語：Social Distancing) | 導演、編劇                         | 李靖筠、楊天宇、何珮瑜、顧定軒、龔慈恩 (友情演出)、朱鑑然 (客串) |

## 短片作品
- 《I Want to Make a Movie》[5]（2009年）：擔任導演和編劇。
- 《沒名沒姓》[6]（2011年）：擔任導演和編劇。

## 音樂作品
梁碧芝於進入電影圈之前，曾擔任作曲人，為多位著名歌手創作作品，包括：
- 《人工智能》（主唱：陳奕迅，2011年）－ 作曲：Gilitte Leung，填詞：黃偉文，編曲：Edward Chan。來源 （页面存档备份，存于）
- 《不稀罕》（主唱：謝霆鋒，2001年）－ 作曲：Gilitte Leung，填詞：黃祖蔭，編曲：Gilitte Leung。來源 （页面存档备份，存于）